# Otto von Lauenstein

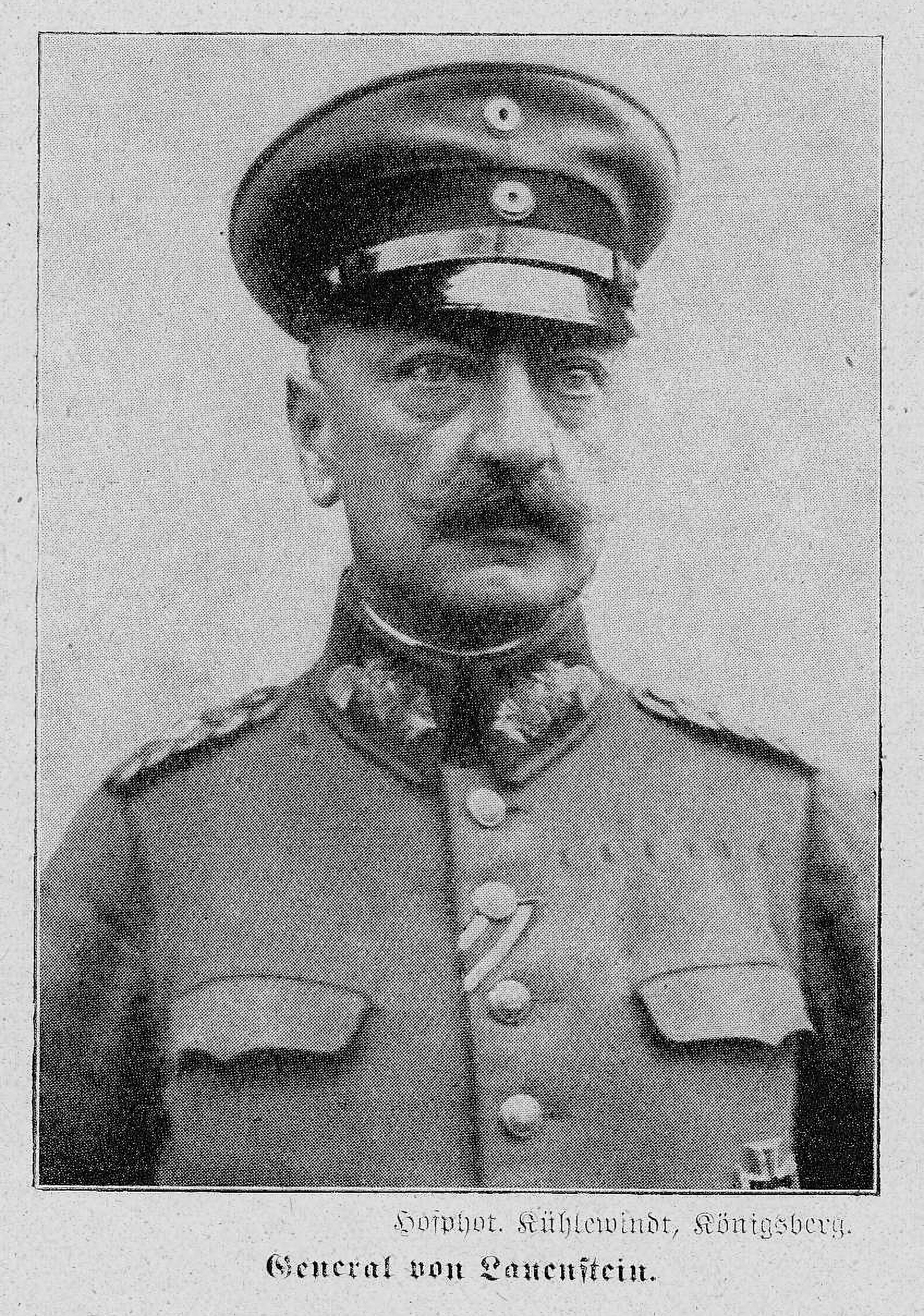
Otto von Lauenstein

Otto Ernst August Anton Hermann Lauenstein, seit 1908 von Lauenstein (* 1. Februar 1857 in Lüneburg; † 3. Oktober 1916 in Düsseldorf) war ein preußischer Generalleutnant und Führer des XXXIX. Reserve-Korps im Ersten Weltkrieg.

## Leben

### Herkunft
Otto war ein Sohn des gleichnamigen Politikers Otto Lauenstein (1829–1902) und dessen Ehefrau Ottilie, geborene Illing (1828–1914).

### Militärkarriere
Nachdem Lauenstein das Lüneburger Gymnasium absolviert hatte, trat er 1876 in das 2. Brandenburgische Feldartillerie-Regiment Nr. 18 („General-Feldzeugmeister“) der Preußischen Armee in Frankfurt (Oder) ein. Am 17. Oktober 1876 wurde er Sekondeleutnant, am 22. März 1887 zum Premierleutnant und am 14. Oktober 1890 zum Hauptmann befördert. 1892 bis 1900 ging er als Militärattaché nach Sankt Petersburg, am 1. September 1896 stieg er zum Major auf. Am 12. August 1900 wurde er während des Boxeraufstandes als Stabsoffizier zum Expeditionskorps unter Graf von Waldersee kommandiert.
Am 18. Oktober 1901 übernahm er das Kommando über das Vorpommersche Feldartillerie-Regiment Nr. 38 in Stettin und wurde am 22. März 1903 zum Oberstleutnant befördert. Seit 24. April 1904 fungierte er während des Russisch-Japanischen Krieges als preußischer Militärbevollmächtigter bei der russischen Ostasien-Armee in der Mandschurei.
1905 wurde er Abteilungsleiter im Großen Generalstab in Berlin. Am 13. Februar 1906 wurde er zum Oberst ernannt und trat die folgenden vier Jahre als Flügeladjutant dem Hauptquartier Kaiser Wilhelm II. bei. Am 27. Januar 1908 wurde Lauenstein in den erblichen preußischen Adelsstand erhoben. Am 22. März 1910 wurde er zum Generalmajor befördert und am 3. Mai 1910 übernahm er das Kommando über die 38. Infanterie-Brigade in Hannover. Ende Januar 1911 diente er neuerlich für acht Monate als preußischer Militärbevollmächtigter am kaiserlichen Hof in St. Petersburg. Am 13. September 1911 wurde er Chef des Generalstabes des VI. Armee-Korps in Breslau. Am 1. Oktober 1912 wurde er zum Generalleutnant befördert und übernahm als Nachfolger von General Dedo von Schenck das Kommando über die 14. Division in Düsseldorf.
Zu Beginn des Ersten Weltkriegs wurde Lauenstein am 2. August 1914 der 2. Armee unter Generaloberst Karl von Bülow als Generalstabschef zugeteilt. Er beteiligte sich an der Westfront beim Einmarsch in das neutrale Belgien und organisierte die Truppenbewegungen in der Schlacht an der Sambre, bei St. Quentin und beim Vormarsch zur Marne. Am 24. Dezember 1914 wurde er Führer des neuaufgestellten XXXIX. Reserve-Korps (77. und 78. Reserve-Division) in Ostpreußen. Während der Winterschlacht an den Masuren war er der 10. Armee des Generals Hermann von Eichhorn unterstellt und stand im Raum Lötzen.
Im April 1915 wurde Lauenstein Oberbefehlshaber der Armeegruppe Lauenstein – zunächst bestehend aus der 78. Reserve-Division von der 10. Armee, der 6. Reserve-Division von der 9. Armee, der Landwehr-Abteilung „Pappritz“ sowie dem Höheren Kavallerie Kommando unter Manfred von Richthofen mit der bayerischen, sowie der 3. und 6. Kavallerie-Division. Lauensteins Armeegruppe stieß über Schaulen nach Osten vor und konnte bis zum 8. Mai 1915 zusammen mit Marineverbänden Libau einnehmen, wurde danach aber durch russische Gegenstöße aus dem Raum Mitau an der Dubissa in die Verteidigung gedrängt.
Nach der Sicherung seiner linken Flanke rückte seine Armeegruppe Ende August 1915 mit der 6., 36. und 78. Reserve-Division über Mitau nach Kurland vor.
Die neu zugeführte 88. Infanterie-Division, die kombinierte Division „Beckmann“ und das kurzfristig unterstellte I. Reserve-Korps unter General Kurt von Morgen führten Mitte September den Vorstoß auf Dünaburg. Die Russen unter General Russki verstärkten ihre Nordfront zum Schutz von Riga bedeutend; an der Düna erstarrte die Front wieder zum Stellungskrieg. Aus gesundheitlichen Gründen musste Lauenstein am 7. Juli 1916 sein Kommando abgeben. Er starb am 3. Oktober 1916.
Er war seit 1913 Mitglied der Paläontologischen Gesellschaft.

### Familie
Lauenstein hatte sich am 29. September 1903 in Bremen mit Martha Meyer (1881–1964), Tochter des Kaufmanns Carl Eduard Meyer verheiratet. Aus der Ehe gingen die fünf Kinder Otto (* 1906), Carla (* 1908), Ilse (1908–1992), Erwin (1911–1947) und Kurt (1912–1937) hervor.